# Вуковарская резня
Вуковарская резня (серб. Масакр на Овчари — Вуковарский инцидент, хорв. Ovčara — Овчары) — массовое убийство во время войны в Хорватии, в результате которого было убито от 255 до 264 человек, преимущественно хорватских гражданских лиц и военнопленных, в основном, пациентов вуковарского госпиталя, совершённое 18-21 ноября 1991 года сербскими добровольцами, а также военнослужащими Югославской Народной Армии и Территориальной Обороны Югославии на бывшей свиноферме Овчары, в 5 км к юго-востоку от города Вуковар в северо-восточной Хорватии, где был оборудован известный сербский лагерь военнопленных в период сербского контроля над Вуковаром. В числе погибших названы одна женщина, 77-летний старик и 16-летний подросток. 23 жертвы были старше 49 лет, которые, согласно хорватскому закону, не подлежали службе в армии. Среди жертв были также французский военнослужащий ХОС Жан-Мишель Николье, известный хорватский журналист Синиша Главашевич и его оператор Бранимир Половина.
Ещё до начала боёв за Вуковар и даже до провозглашения независимости Хорватии (25 июня 1991 года) в Вуковаре началась резня сербского населения, которая позже почти не расследовалась.
Непосредственно сразу после падения города Вуковар, осада которого длилась 87 дней, несколько тысяч хорватов нашли убежище в местном госпитале, откуда и были вывезены в Овчары — бывшую свиноферму, которая с октября 1991 года служила лагерем для военнопленных. Несмотря на соглашение, заключённое между хорватским правительством и Югославской Народной Армией, госпиталь не был эвакуирован, а вместо этого примерно 300 человек было вывезено на грузовиках в Овчары и казнено «в дикой природе». Находившиеся в госпитале защитники города, в основном, раненые, взятые в плен, члены их семей и т. д., были доставлены из вуковарского госпиталя на грузовиках в лагерь Овчары, а затем казнены. Массовое захоронение находится примерно в километре от дороги Овчара-Грабово. После расстрела тела были сброшены в яму и зарыты бульдозером.
Сейчас на месте казни находится монумент — обелиск работы Славомира Дринковича с надписью «В память 200 раненых защитников Хорватии из Вуковарского госпиталя, казнённых во время Великосербской агрессии против Хорватской Республики». Начиная с 1 сентября 1996 года, была проведена эксгумация захоронения, в ходе которой было найдено 200 тел, 194 были опознаны. В декабре 2005 года сербский суд приговорил 8 исполнителей казни к различным срокам заключения — от 5 до 20 лет. В сентябре 2007 года Гаагский трибунал приговорил бывшего сербского генерала Миле Мркшича к 20-летнему тюремному заключению. Подчинённый Мркшича, бывший подполковник югославской армии Веселин Шливанчанин, приговорён к 5 годам тюрьмы за содействие и подстрекательство к пыткам. Весной 2009 года в результате пересмотра дела Мркшича Гаагским судом срок заключения Шливанчанина был увеличен до 17 лет.
В ноябре 2010 года президент Сербии Борис Тадич посетил Вуковар и Овчары с «визитом примирения». В Овчарах он принёс извинения за преступления, совершённые сербами против хорватов, и, в частности, сказал:
Я нахожусь здесь, чтобы, склоняя голову перед погибшими, ещё раз принести извинения, выразить скорбь и дать возможность Сербии и Хорватии открыть новую страницу истории. Я хочу, чтобы история нас не обременяла, чтобы была установлена политика сотрудничества и добрососедских отношений.
- Заброшенная свиноферма